# Предатели (сериал, 2024)
«Предатели» — документальный сериал 2024 года про российские 1990-е годы, снятый Фондом борьбы с коррупцией. В сериале соратники Алексея Навального рассказывали о правлении Бориса Ельцина и о том, как Владимир Путин пришёл к власти.
Автором сериала стала Мария Певчих, первая серия сериала вышла 16 апреля 2024 года на YouTube.
По словам авторов сериала, тот стал продолжением манифеста Алексея Навального «Мои страх и ненависть» 2023 года, в котором Навальный рассуждал о роли Ельцина, его «семьи» и окружения в новейшей российской истории. Навальный осудил деятельность Бориса Ельцина, утверждая, что она вела не к демократии, а к диктатуре.
Сериал «Предатели» обострил споры среди российской оппозиции.

## История создания
Создательница сериала Мария Певчих неоднократно подчёркивала, что идею сериала предложил Алексей Навальный. Сериал называли экранизацией манифеста Навального 2023 года «Мои страх и ненависть».
По словам Марии Певчих, работа над сериалом шла всю осень 2023 года. Съёмки «Предателей» прошли в январе 2024 года, а премьера сериала была запланирована на 20 февраля 2024 года. Однако за четыре дня до этого, 16 февраля в российской колонии умер Алексей Навальный.
Первая серия сериала вышла 16 апреля, вторая — 23 апреля, третья — 1 мая 2024 года на YouTube-канале Алексей Навальный.

### Манифест Навального
11 августа 2023 года в социальных сетях и на сайте Алексея Навального был опубликован текст «Мой страх и ненависть». Это было первое заявление Навального, после того как 4 августа 2023 года российский суд осудил его на 19 лет лишения свободы в колонии особого режима по обвинению в экстремизме. Своё послание из колонии Навальный назвал «исповедью».
Алексей Навальный утверждал, что истоки проблем современной России необходимо искать в 1990-х годах. В своём манифесте он заявил: «Я бешено ненавижу тех, кто продал исторический шанс России. Ненавижу Ельцина, Чубайса и всю продажную семейку, кто поставил Путина у власти». Он осуждал тех, кто были «реформаторами» и «демократами», но при этом обогащались, строя коррумпированный режим. Навальный также заявил о своей ненависти к «независимым СМИ» и «демократической общественности», которая «оказала полную поддержку» «подделке президентских выборов 96-го года».
При этом Навальный, как отмечал журналист Максим Трудолюбов, не делал отсылок к «оболваненному населению» и не пытался возложить всю вину за сложившийся в России режим на Путина и российские спецслужбы. Он также не критиковал Запад за то, что тот после окончания Холодной войны не предоставил России аналог плана Маршалла — что, согласно популярному в российском обществе мнению, и привело к провалу демократических преобразований в России. Навальный подчёркивал, что причины нынешней российской действительности — именно в действиях российских политиков в 1990-х и начале 2000-х годов. Хотя Навальный и ранее критиковал российских деятелей 1990-х годов, в этом манифесте он впервые столь категорично обвинил Ельцина и его команду реформаторов в том, что они заложили фундамент для путинского режима.

## Сюжет

### Серия 1: История большого заговора. Кто и как захватил Россию

#### Юмашев
Фильм начался с истории про то, как российский президент Борис Ельцин попросил лично для него достроить недостроенное здание на Осенней улице. После того как по указанию Ельцина к весне 1993 года дом был достроен, он оставил себе в собственности две квартиры, остальные раздал своим приближённым, родственникам и друзьям. Среди тех, кому досталась квартира в номенклатурном доме, был Валентин Юмашев — журналист издания «Огонёк».
Далее фильм рассказывает, как ранее в 1989 году Валентин Юмашев снял документальный фильм «Борис Ельцин. Портрет на фоне борьбы», который вышел очень комплиментарным для Ельцина. На этой основе Юмашев написал про Ельцина ещё и книгу «Исповедь на заданную тему». За это Юмашев и получил квартиру на Осенней улице. Вскоре Юмашев и Ельцин начинают работать над второй книгой — «Записки президента». По утверждению команды Навального, в этот раз Ельцин решает хорошо подзаработать на новой книге. Чтобы получить больше прибыли, было решено не продавать права на книгу стороннему издательству, а создать своё — Belka Publishing. Деньги на издание мемуаров Ельцина даёт бизнесмен Борис Березовский. Авторы фильма считают, что в дальнейшем «гонорары от продаж» от этой книги использовались в качестве прикрытия для взяток Ельцину.

#### Березовский
Фильм переходит к рассказу о Борисе Березовском. В начале 1990-х годов Березовский владел компанией «ЛогоВАЗ», которая занималась продажей автомобилей. Тогда Березовский активно продвигал свой проект AVVA — «Автомобильный всероссийский альянс», — целью которого было создать дешёвый «народный автомобиль». Деньги на этот проект Березовский решил собрать у обычных российских граждан, которые покупали акции AVVA. Березовский обещал построить на собранные деньги завод по производству «народного автомобиля», от которого акционеры должны были получать прибыль. В проект вложились два с половиной миллиона человек, а проект AVVA рекламировали чиновники: вице-президенты Егор Гайдар и Александр Шохин, гендиректор «АвтоВАЗ» Владимир Каданников и глава Самарской области Константин Титов, на территории которой должны были построить завод. Однако, как отмечает Мария Певчих, дальше макета автомобиля проект не получил развития. Березовский же на собранные 50 миллионов долларов приобрёл 30 % «АвтоВАЗ». Создатели фильма назвали этот проект типичной финансовой пирамидой наподобие МММ. В фильме вспоминалась и ваучерная приватизация, идеолог которой Анатолий Чубайс в августе 1992 года начал кампанию под лозунгом «каждому гражданину России положен кусочек государственной собственности». Фильм «Предатели» отмечает, что большинство граждан бывшего СССР не имели финансовой грамостности и не знали, как поступить с ваучерами, зачастую становясь жертвами мошеннических схем. Ваучеры быстро оказались в руках спекулянтов и директоров крупных предприятий, а простые граждане «поверили в сказки Чубайса о золотых ваучерных горах», но были обмануты, что разбило их надежды на «новую Россию».
Далее фильм повествует о знакомстве Бориса Березовского с Валентином Юмашевым. Это знакомство устроил Пётр Авен. Мария Певчих рассказывает об обширных связях Авена с рядом ключевых фигур России 1990-х годов. Так, в начале 1990-х годов Авен работал заместителем министра иностранных дел и главой Комитета внешнеэкономических связей, и именно к Авену как к главе Комитета внешнеэкономических связей обратится заместитель мэра Ленинграда Владимир Путин с просьбой разрешить Ленинграду, испытывавшему продовольственный кризис, закупать продукты питания за границей. При этом Путин предлагал использовать бартерную схему, по которой продовольствие бы закупалось в обмен на сырьё: лес, алюминий, нефтепродукты, медь. Авен одобрил это предложение. Как отмечает Певчих, позднее выяснится, что Путин заключал контракты с фирмами-однодневками, связанными с путинскими друзьями и питерской мафией, которые получали прибыль от продаж сырья за границу, однако не поставляли городу продуктов.
К моменту знакомства Юмашева и Березовского, Авен работал помощником Березовского в компании «ЛогоВАЗ». Самого Березовского Авен знал ещё с 1970-х годов, когда Березовский занимался математикой в Институте проблем управления. Знакомство Юмашева и Березовского становится поворотным моментом, после которого Березовский быстро превращается из одного из многих постсоветских бизнесменов в первого «настоящего» олигарха, который, по словам Певчих, «демонстративно грабил» Россию. В конце 1993 года Березовский вместе со своим бизнес-партнёром Владимиром Каданниковым дают Юмашеву 500 тысяч долларов на публикацию книги Ельцина.
7 июня 1994 года Березовский переживает покушение — его автомобиль был взорван в центре Москвы. Водитель Березовского погиб, а он сам получил серьёзные травмы и ожоги. После чего, как утверждается в фильме, Березовский решает «переосмыслить жизненные приоритеты» и сосредоточиться на политической деятельности.
К 1994 году 1-й канал оказывается на грани банкротства. Тогда его решает приобрести Березовский, стремившийся (по утверждению создателей фильма) к управлению государством, и телевидение должно было дать ему необходимый рычаг для этого. В ноябре 1994 года Ельцин своим указом неожиданно создаёт новый телеканал — ОРТ, который должен был вещать на частоте 1-го канала. 51 % акций телеканала оставалось у государства, а 49 % акций получил консорциум частных инвесторов, одним из которых был «ЛогоВАЗ» Березовского. Однако вскоре Березовский получает контроль над ОРТ, так как частные инвесторы создали траст, довершивший Березовскому управление телеканалом. В фильме это называется «сговором», когда ряд знакомых Березовскому бизнесменов «по-дружески» помогли тому завладеть главным телеканалом страны. Певчих приводит слова одного из этих бизнесменов — Михаила Ходорковского, чей банк «Менатеп» входил в консорциум владельцев ОРТ. В 2019 году Ходорковский говорил: «Борис Абрамович подходил к нам. Мол, хочу взять ОРТ, не поможете ли, не возьмёте ли пакетик? Поддержите, это для меня, это — моё. Все деньги, которые потребуются на финансирование ОРТ, будут моей проблемой, вы ничего не должны. Потом пришёл, говорит: „Вы поддержали, спасибо большое. Отдайте“. Мы отдали. Это была чисто, что называется, дружеская услуга».

#### Абрамович
В фильме активно использовались материалы судебного процесса «Березовский против Абрамовича», проходившего в 2011—2012 годах в Лондоне. На этом суде Березовский рассказал, что убедил Ельцина отдать ему 1-й канал с помощью начальника президентской охраны Александра Коржакова и Валентина Юмашева. На этом процессе целью покупки канала Березовский назвал обеспечение победы Ельцина на президентских выборах 1996. При этом соратники Навального утверждают, что хотя управлял телеканалом Березовский, оплачивал расходы Роман Абрамович.
Роман Абрамович познакомился с Борисом Березовским в 1994 году во время отдыха на Карибских островах, куда их пригласили основатели «Альфа-Банка» Михаил Фридман, Пётр Авен и Герман Хан. Там Абрамович рассказал Березовскому о своём плане создать компанию «Сибнефть», куда должны были войти государственные предприятия: Ноябрьскнефтегаз и Омский НПЗ. К этому моменту 28-летний Абрамович успел заработать десятки миллионов долларов на продажах российской нефти за границу, став, по его собственным словам, главным поставщиком нефти в Румынию и Молдавию. Однако Абрамович оставался абсолютно непубличной фигурой, не известной во властных кругах. Для осуществления замысла Абрамовича было необходимо, чтобы президент Борис Ельцин издал указы о приватизации «Ноябрьскнефтегаза» и Омского НПЗ. Отдельный указ был необходим для создания «Сибнефти». Березовский взялся организовать появление этих президентских указов, а Абрамович пообещал финансирование ОРТ. В ходе суда в Лондоне Абрамович заявил: «На первый год мы договорились об общей сумме в 30 миллионов долларов». По словам соратников Навального, помимо этого Абрамович стал оплачивать Березовскому охрану, водителя, аренду квартиры, семейные отпуска, выполнять различные просьбы и поручения Березовского. Так, по словам создателей фильма, в 1996 году Абрамович оплатил Березовскому отпуск в Испании, который обошёлся в 140 тысяч долларов.
Весной 1995 года Березовский провёл ряд встреч с Юмашевым, Коржаковым и Ельциным, в ходе которых сумел убедить Ельцина в том, что перед президентскими выборами 1996 года телеканалу ОРТ необходимо дополнительное финансирование, источником которого может стать «Сибнефть». В августе 1995 года Ельцин издаёт указ о создании «Сибнефти», а в декабре 1995 года контроль над компанией получают Березовский и Абрамович. В фильме отмечается, что противником создания «Сибнефти» был директор Омского НПЗ Иван Лицкевич, однако 19 августа 1995 года Лицкевич погиб при странных обстоятельствах — по пути домой он попросил своего водителя остановить автомобиль, чтобы искупаться в реке, во время чего он утонул.
Создатели фильма отмечают, что в то время как Абрамович и Березовский начали выводить прибыль от «Сибнефти» за границу, Омский НПЗ в январе 1996 года в три раза сократил выплаты в бюджет Омской области, «практически доведя её до банкротства». Вскоре после того, как в Омском Законодательном собрании создали комиссию для выяснения обстоятельств ситуации, киллеры убивают её члена Олега Чертова. Преступление осталось нераскрытым, однако Омское заксобрание предложило решение: регион должен выкупить заложенные у олигархов акции Омского НПЗ. Однако губернатор Омской области Леонид Полежаев отказался выполнять эту инициативу. В фильме отмечается, что Абрамович щедро вознаградил тех, кто помог создать ему «Сибнефть». Так, директор Ноябрьскнефтегаза Виктор Городилов стал президентом «Сибнефти», сын Городилова Андрей стал вице-президентом компании, сына главы Омской области Абрамович также взял к себе на работу. В фильме демонстрировалось, как в дальнейшем Абрамович вместе отдыхал с Полежаевыми в Лондоне и Шотландии, а в Сколково рядом с поместьем Абрамовича находятся участки Городилова и Полежаева.
Эти события создатели фильма назвали «началом большого предательства России».

### Серия 2: «Семья» и олигархи. Как олигархи ограбили Россию, а «демократы» украли выборы
Вторая серия сериала сосредоточилась на двух темах: президентских выборах 1996 года и залоговых аукционах.

#### Ельцин накануне выборов 1996 года
Вторая серия начинается с кадров документальной хроники, где в 1994 году пьяный российский президент Борис Ельцин еле стоит на ногах во время визита в Берлин, а потом внезапно берётся дирижировать немецким оркестром. Создатели фильма отмечают, что подобных инцидентов было много и они у россиян «вызывали жгучее чувство стыда».
В этот период Ельцин переживает два инфаркта. Российский президент из-за болезни часто не появлялся на публике по несколько месяцев, а во время публичных выступлений зачастую вёл себя неадекватно. При этом в российской экономике катастрофическая ситуация, простые граждане месяцами не получали заработных плат и в обществе было полное разочарование в приватизации. Также Россия вела крайне непопулярную войну в Чечне, начатую Ельциным в 1994 году, в ходе которой гибли солдаты-срочники.
В декабре 1995 года проходят выборы в Госдуму. Партия власти — Наш дом — Россия — набирает всего 10 % голосов. Её обошла ЛДПР во главе с Владимиром Жириновским с 11 % и КПРФ во главе с Геннадием Зюгановым, набравшая 22 %. По итогам выборов в отставку уходит Анатолий Чубайс, что порождает мем «во всём виноват Чубайс».
Авторы фильма отмечали, что за четыре месяца до президентских выборов Геннадий Зюганов «блистал» на Всемирном экономическом форуме в Давосе, где заявил, что он не собирается ничего «отнимать и делить». Он рассказывал про «новое лицо коммунизма», а западные СМИ назовут его «красной звездой Давоса» и отметят «успокаивающий тон» лидера КПРФ. В эти же дни Ельцин в Екатеринбурге объявляет о своём выдвижении на следующий президентский срок, при этом он «еле говорит, хрипит и читает по бумажке».
Мария Певчих заявляет, что Ельцин «был неизбираем». Она подчёркивает, что с «чудовищно низким рейтингом» Ельцина было невозможно сделать президентом, а его избирательная кампания требовала много денег. Тогда, как отмечается в фильме, Борис Березовский и другие олигархи придумывают схему, которая бы позволила сохранить Ельцину власть, а им самим получить контроль над «самыми ценными активами в стране».

#### Залоговые аукционы
Залоговые аукционы в фильме «Предатели» называются, «наверное, самой стыдной и позорной страницей ельцинской эпохи», сделавшей «каждого россиянина беднее и бесправнее», а «очень небольшую группу людей превратило в самых влиятельных и богатых, которым теперь позволено всё». Их команда Навального характеризует как «массовую распродажу главных богатств» России «по абсолютному беспределу», что стало «преступлением беспрецедентного масштаба».
Российское государство имело в своей собственности крайне ценные активы: нефтяные и горно-металлургические предприятия. Однако по существовавшему законодательству их нельзя было приватизировать. Но при этом эти предприятия можно было временно закладывать в обмен на кредиты. На этом и была построена схема залоговых аукционов. В фильме сами аукционы называют «фикцией», ведь их целью было замаскировать «кулуарную приватизацию» государственных предприятий, при этом участники залоговых аукционов заранее распределяли между собой предприятия, не конкурируя во время торгов между собой, а правительство РФ изначально не собиралось возвращать эти кредиты.
В марте 1995 года российскому правительству концепцию залоговых аукционов предложил банкир Владимир Потанин. К этому моменту Потанин вместе с Михаилом Прохоровым основали «Онэксим-банк». Их в фильме называют советской «золотой молодёжью» и выходцами из семей номенклатуры. Потанин учился в МГИМО и после работал в Министерстве внешней торговли, что по мнению авторов фильма, и помогло Потанину получить связи для дальнейшей карьеры. Именно Потанин становится главным переговорщиком с государством по залоговым аукционам со стороны банкиров. Ему вскоре удаётся «продать» идею залоговых аукционов вице-премьеру Анатолию Чубайсу. После одобрения правительством проведения залоговых аукционов, со стороны государства за организацию этих аукционов был назначен отвечать Альфред Кох.
Альфред Кох — выходец из мэрии Санкт-Петербурга, с 1993 года занимал руководящие посты в Госимуществе. При проведении аукционов Кох, как руководитель Госкомимущества, мог не допускать те или иные банки к залоговым аукционам. Так, по словам фильма «Предатели», когда Владимир Потанин выбрал себе для приватизации Норникель, то к аукциону было допущено только три компании, причём все из них принадлежали Потанину. Две эти компании предложили «минимально допустимую стоимость» — 170 млн долларов, после чего «Онэксим-банк» предложил на 100 тысяч долларов больше и выиграл аукцион. Таким способом, как утверждается в фильме, «Потанин сначала пролоббировал проведение залогового аукциона, затем его банк этот аукцион провёл, а потом он сам на нём победил, заплатив копейки». Норникель на тот момент обеспечивал до 2 % ВВП России. По словам создателей фильма, при этом когда несогласованный банк попробовал поучаствовать в аукционе за Норникель и предложил в два раза бо́льшую сумму, то Альфред Кох исключил этот банк из аукциона, найдя «ошибки в документации».
Рассказывая о приватизации «ЮКОС», авторы фильма отмечают, что к 1993 году это была крупнейшая компания России, созданная путём объединения нефтедобывающего предприятия Юганскнефтегаз и нефтеперерабатывающего Куйбышевнефтеоргсинтез. В декабре 1995 года российское правительство выставляет на аукцион 45 % компании «ЮКОС» со стартовой ценой 150 млн долларов. На этих торгах «соперничали» две заявки, поданные одним и тем же человеком — Михаилом Ходорковским, — а организатором торгов выступил банк Ходорковского — «Менатеп». Другие компании к этому торгу допущены не были.
Фильм раскрывает подробности биографии Михаила Ходорковского, которому на момент покупки «ЮКОС» было 32 года. Авторы фильма отмечают, что в разгар Перестройки Ходорковский решает сделать карьеру в комсомоле, хотя «необходимость присягать коммунистической партии уже отпала». Но в рамках комсомольской деятельности Ходорковский начал заниматься коммерцией, в 1987 году создав кооператив «Менатеп», ставший через несколько лет банком. В фильме рассказывается, как банк «Менатеп» делал ставку в своей рекламе на вызывающую роскошь, снимал про себя хвалебные документальные фильмы и «покупал обложки крупных изданий».
Всего на 12 залоговых аукционах российское государство получило около 900 млн долларов. Фильм «Предатели» утверждает, что «десятки месторождений, нефтеперерабатывающих компаний, крупнейшее в мире производство никеля и палладия, горнодобывающие компании, пароходства» продавались по цене, сопоставимой с ценой одной путинской яхты, а общая сумма вырученного государством от аукционов была меньше стоимости дворца Путина в Геленджике.
При этом авторы сериала отмечают, что банки, участвовавшие в торгах, на своих депозитных счетах хранили средства министерств, таможни, налоговой и даже тех предприятий, которые выставлялись на аукцион. Мария Певчих говорит: «то есть государство прокредитовали государственными же деньгами. Новые собственники заплатили за предприятия деньгами этих же предприятий, их выручкой». В фильме цитируются слова Анатолия Чубайса: «А мы знали, что каждый проданный завод — это гвоздь в крышку гроба коммунистов. Дорого, дёшево, бесплатно, с приплатой — двадцатый вопрос».
В фильме подчёркивается, что участники залоговых аукционов были крайне заинтересованы в победе Ельцина на выборах 1996 года, ведь только это им бы позволило сохранить богатство и стать собственниками приватизированных предприятий. Ведь аукционы прошли в ноябре-декабре 1995 года, а только осенью 1996 года, если бы правительство РФ не вернуло кредиты, участники залоговых аукционов стали бы полноправными собственниками заложенных государственных предприятий. Но поражение Ельцина и приход новой власти во главе с Зюгановым грозил сломать эти планы.

#### Дело писателей
Дело писателей — скандальная история 1997 года, которую авторы сериала называют одним из «первых крупных публичных коррупционных скандалов». Тогда выяснилось, что пять авторов ещё ненаписанной книги «Приватизация по-российски», среди которых были Кох и Чубайс, получили по 90 тысяч долларов от издания, принадлежавшего Владимиру Потанину — одного из основных бенефициаров залоговых аукционов. Авторы книги пытались объяснить получение такой суммы денег огромной научной ценностью работы, но создатели фильма называют эти выплаты замаскированной под книжный гонорар взяткой. Авторы фильма отмечали, что тогда обычный университетский профессор получал зарплату в 100 долларов, и такие выплаты за книгу были «безумными деньгами».
Далее авторы фильма утверждают, что в результате отношений с Потаниным, Абрамовичем и Березовским, Альфред Кох получил порядка 14 млн долларов. Авторы фильма отмечают: «бывший чиновник, который отвечал за залоговые аукционы, пару лет спустя с тремя победителями этих аукционов решает бизнес-вопросы, занимает и одалживает десяток млн долларов, а они его проблемы улаживают».
По мнению авторов сериала, именно 1995 год стал переломным в новейшей российской истории. Они называют залоговые аукционы главной коррупционной историей России, заложившей фундамент для последующих коррупционных схем, в том числе связанные лично с Путиным. Мария Певчих утверждает, что Абрамович платит взятки Путину деньгами от «Сибнефти», а будущий вице-премьер Игорь Шувалов, о дворцах которого ФБК публиковал своё расследование, работал юристом у Абрамовича во время залоговых аукционов. При этом когда к Шувалову возникли вопросы о его роскошной жизни, он заявил что в 1996 году получил 0,5 % акций «Сибнефти» в качестве опциона. А сенатор Андрей Клишас, «который придумал множество людоедских законов и переписал Конституцию для Путина», в 1995 году работал государственным юристом и участвовал в судах по приватизации «Норникеля», после чего перешёл на работу к Потанину — который и приватизировал «Норникель».

#### Президентские выборы 1996 года
В феврале 1996 года, на том же форуме в Давосе, где активно выступал лидер КПРФ Геннадий Зюганов, присутствовала и группа российских олигархов. Как отмечают создатели фильма, именно на этом форуме в Давосе эти олигархи, среди которых были Борис Березовский, Владимир Гусинский и Михаил Ходорковский, договорились «сделать всё» для победы Ельцина на предстоящих президентских выборах. Там на форуме они договариваются с Анатолием Чубайсом, который недавно потерял пост в российском правительстве, чтобы тот стал главой предвыборного штаба Ельцина. Однако у Ельцина на тот момент уже был свой предвыборный штаб, который возглавляли ближайшие друзья российского президента: вице-премьер Олег Сосковец, начальник личной охраны Ельцина Александр Коржаков и глава ФСБ Михаил Барсуков. Но Чубайс при содействии Валентина Юмашева и дочери российского президента Татьяны, сумел убедить Ельцина в необходимости сменить предвыборный штаб. Сам Чубайс согласился возглавить предвыборный штаб Ельцина за 3 млн долларов, которые ему заплатили олигархи, о чём в 2020 году рассказал Ходорковский. В дальнейшем российские олигархи, как отмечают создатели фильма, продолжали влиять на решения Ельцина через Юмашева и Татьяну.
Создатели фильма отмечали огромную роль в российской политике этого периода особняка П. А. Бачуриной — И. Е. Смирнова, который тогда использовался Борисом Березовским в качестве своего дома приёмов. Именно там проходили встречи неофициального предвыборного штаба Ельцина. И оттуда Татьяна звонила своему отцу Борису Ельцину после встречи в этом особняке с Гусинским, Березовским и Чубайсом во время скандала о «коробке из-под ксерокса». В ходе этого скандала официальный штаб Ельцина во главе с директором ФСБ Барсуковым решил выступить против «неофициального» штаба во главе с Чубайсом. Тогда на выходе из Дома Правительства были задержаны два подчинённых Чубайса с коробкой, в которой было наличными около 500 тыс. долларов. Этот коррупционный скандал мог бы закончиться разгоном штаба Чубайса и даже арестами, однако Татьяна сумела убедить своего отца уволить главу личной охраны Коржакова, главу ФСБ Барсукова и вице-премьера Сосковца.
Создатели фильма утверждают, что президентская кампания Ельцина финансировалась незаконно с помощью «чёрной кассы», которую сформировали поддерживающие Ельцина олигархи. Два олигарха, финансировавшие эту компанию, Гусинский и Березовский, были владельцами крупнейших российских телеканалов НТВ и ОРТ, третий же из наиболее популярных каналов, РТР, был государственным. По этим трём каналам начинают постоянно показывать политическую рекламу в пользу Ельцина. К агитации за Ельцина привлекли множество российских звёзд, среди которых были Алла Пугачёва, Ирина Аллегрова, Валерий Леонтьев, Филипп Киркоров, Леонид Агутин, Валерия, группы «Агата Кристи», «Браво», «Любэ», «Мальчишник», телеведущие Юрий Николаев и Леонид Якубович. В кампании делался особый упор на молодёжь, и когда в мае 1996 года открылся первый российский музыкальный телеканал Муз-ТВ, там также постоянно шла реклама в пользу Ельцина. Штаб Ельцина организовал невероятно масштабную кампанию по чёрному пиару Зюганова — главного конкурента российского президента на выборах. В частности, печатались плакаты «Купи еды в последний раз», которые клеили возле магазинов, а антикоммунистическая газета «Не дай Бог!» вышла тиражом в 10 млн экземпляров. Также в фильме отмечается, что при поддержке штаба Ельцина в марте 1996 года выходит книга «Рассекреченный Ленин» об ужасах коммунизма. Помимо этого, авторы фильма заявляют о подкупе штабом Ельцина других кандидатов в президенты, прежде всего генерала Александра Лебедя.
В ходе первого тура выборов 16 июня 1996 года Ельцин набрал 35 %, а Зюганов — 32 %. Второй тур выборов был назначен на 3 июля, однако внезапно Ельцин пропадает из публичного поля. Позднее выяснилось, что сразу после первого тура у Ельцина случился инфаркт и он был прикован к постели, однако от общественности этот факт был скрыт, а отсутствие Ельцина на публичных мероприятиях объяснялось тем, что тот якобы «сорвал голос». В дальнейшем с Ельциным снимали постановочные деловые встречи, которые он якобы проводил в это время, на самом деле будучи тяжело больным. Однако несмотря на это, Ельцин благодаря олигархам побеждает во втором туре. Как отмечают авторы сериала, когда в августе 1996 года состоялась инаугурация Ельцина, его речь составила 45 секунд. По словам Певчих, его президентская кампания обошлась олигархам в 1 млрд долларов.
Певчих утверждает, что на самом деле на этих выборах не было альтернативы между светлым демократическим будущем России и возвращением обратно в СССР, а выборы были «украдены» олигархами ради сохранения ими своих богатств.

### Серия 3: Откуда взялся Путин и почему ему отдали Россию
В этой части сериала рассказывается о том, как окружение российского президента Бориса Ельцина нашло тому преемника.

#### Анатолий Собчак — мэр Санкт-Петербурга
Третья серия фильма начинается с рассказа о квартире мэра Санкт-Петербурга начала 1990-х годов Анатолия Собчака. Мария Певчих подчеркнула, что в то время как в Петербурге «каждая вторая квартира в центре — коммунальная», где в одной комнате могла жить семья из трёх человек, мэр переезжает в трёхкомнатную квартиру на Мойке, площадью 117-метров, находившуюся «в двух минутах от Дворцовой площади и Эрмитажа». Однако мэру этой площади оказалось недостаточно, поэтому Собчак купил соседнюю коммуналку и расселив её жителей, расширил свою квартиру до 246 квадратных метров. При этом семья Собчака состояла из трёх человек: самого Анатолия, его жены Людмилы и их дочери Ксении. В фильме приводятся слова жены Собчака, где та рассказывала, что вторую квартиру оформили «на случайных знакомых людей», чтобы вторая квартира Собчака не вызывала вопросов у общественности. Вся квартира была обставлена антикварной мебелью, по мнению создателей фильма, «место которой в императорском дворце», а на стене висел портрет самого Собчака в золочёной раме. Спустя пару лет сведения о квартире Собчака станут достоянием общественности и будут активно использоваться против него в ходе выборов мэра Санкт-Петербурга 1996 года в рамках обвинения в коррупции и незаконном обогащении.
Авторы фильма подчёркивают, что в те годы в Санкт-Петербурге царили нищета и разруха. Многие люди потеряли работу после закрытия советских предприятий, многим жителям города на ещё работающих заводах месяцами не платили зарплату. Людям не хватало денег буквально на еду, и, «как во время войны», в Петербург начала поступать гуманитарная помощь от США и Германии, которые поставляли в город консервы, сахар, масло и муку. На этом фоне в Петербурге резко возрастает уровень преступности, в результате чего «настоящими хозяевами города» стали организованные преступные группировки. Разборки между бандитами и заказные убийства становятся обычной частью жизни Петербурга.
Фильм раскрывает некоторые факты из политической деятельности Анатолия Собчака. Мария Певчих назвала Собчака наряду с Михаилом Горбачёвым, Андреем Сахаровым и Борисом Ельциным символом Перестройки и демократизации России. Собчак к началу своей политической карьеры был профессором права в Ленинградском университете. Он оказался блестящим оратором и любил выступать на митингах, став политической фигурой всероссийского масштаба. В 1989 году Собчак был избран депутатом на Съезд народных депутатов СССР. Там он стал членом Межрегиональной депутатской группы — первой легальной советской оппозиции к правящей партии КПСС. В эту же депутатскую группу тогда вошёл и Борис Ельцин. 12 июня 1991 года, в тот же день когда на президентских выборах побеждает Ельцин, Собчака избирают мэром Санкт-Петербурга.
В команде Собчака в мэрии работали Владимир Путин, Дмитрий Медведев, Анатолий Чубайс, Алексей Кудрин, Герман Греф, Виталий Мутко, Сергей Нарышкин, Дмитрий Козак, Владимир Чуров, Альфред Кох, Игорь Сечин, Алексей Миллер.
Собчак был выдающимся оратором, однако, как отмечают создатели фильма, он проявил себя как слабый управленец. Поэтому реальное управление городом берут на себя заместители мэра, прежде всего — Владимир Путин. Певчих утверждает: «вскоре вся собчаковская мэрия, сегодняшняя политическая элита, превратилась просто в обслугу бандитов и мафии», а чтобы в мэрии получить согласование какой-либо деятельности, необходимо было платить взятки, получением которых непосредственно занимался Путин, получавший деньги через Алексея Миллера.
Сам же Анатолий Собчак вёл роскошную богемную жизнь. Он со своей женой начали вести активную светскую жизнь, в частности в 1994 году он лично провёл бракосочетание главных звёзд тогдашней России — Аллы Пугачёвой и Филиппа Киркорова.
К концу своего первого срока в должности мэра Собчак нажил себе недругов в окружении Ельцина, в первую очередь в лице главы президентской охраны Александра Коржакова. Против Собчака начали возбуждать уголовные дела, а Ельцина убеждали не ассоциироваться с ним, чтобы Собчак не тянул вниз рейтинг самого президента. Для этого было решено перенести очередные выборы мэра Санкт-Петербурга на май 1996 года, чтобы отделить их от выборов президента РФ в июне 1996 года. Певчих полагает, что окружение Ельцина боялось конкуренции со стороны Собчака, который оставался и достаточно популярным в своём городе, пользовался поддержкой на Западе, а в России являлся самостоятельной политической фигурой.
Главным конкурентом Собчака на выборах оказался его бывший заместитель — Владимир Яковлев. Яковлев выстраивал себе образ как «крепкого хозяйственника», тогда как штаб Собчака делал упор на то, что тот «мэр с мировой известностью». Команда Собчака пыталась показать Яковлева как ставленника Москвы, при котором «Петербург будет чахнуть, а Москва богатеть». Однако Яковлев делал упор на тезис «один работает, другой болтает», противопоставляя трудолюбивого Яковлева «светскому льву» Собчаку. В этот момент и вспыхивает скандал вокруг квартиры Собчака на Мойке. В первом туре выборов Собчак побеждает с 29 % голосов, тогда как Яковлев набрал 22 %. Однако Собчак, имевший репутацию отличного оратора, неожиданно слабо показывает себя на теледебатах с Яковлевым, в частности Собчак не мог назвать зарплату дворника в своём городе. Во втором туре выборов Собчак проигрывает Яковлеву с разрывом 1,7 % голосов.
Заместитель мэра Петербурга Владимир Путин вместе с Собчаком уходят в отставку.

#### «Семья» Ельцина
Сразу после инаугурации Бориса Ельцина на второй президентский срок он исчезает из общественного пространства на месяц. После своего появления на публике Ельцин сообщает, что у него при «плановой диспансеризации» обнаружились серьёзные проблемы с сердцем, умалчивая о случившимся у него инфаркте между первым и вторым туром выборов 1996 года. Ельцин объявляет, что ему предстоит серьёзная операция на сердце, и состояние здоровья президента становится главной темой общественной жизни в России в следующие несколько месяцев. Операция проходит успешно, однако Ельцин уже не может работать, как прежде. Фактически после переизбрания он «был не в состоянии исполнять обязанности президента». Ельцин теперь работает не каждый день и то лишь по несколько часов, после чего постоянно вновь пропадает из общественного поля для новых курсов лечения. Певчих подчёркивает: «на второй срок был избран президент, который с первого же дня не смог работать».
Ввиду состояния здоровья Ельцина от его имени страной начинает руководить «Семья» — ближайшее окружение Ельцина, в центре которого были «Таня и Валя» — дочь Ельцина Татьяна и Валентин Юмашев. Формально Татьяна и Валентин становятся советниками президента, а сам Юмашев вскоре занимает пост руководителя Администрации президента России.
Создатели фильма отмечают, что именно Татьяна и Валентин, известные как «Таня и Валя», стали определять список лиц, которые могли навестить Бориса Ельцина, они стали влиять на назначения премьер-министров и именно они «выберут Путина».

#### Семибанкирщина
Вокруг «Тани и Вали» формируется группа олигархов, получивших огромное политическое влияние на российскую политику, прозванную «Семибанкирщина». В интервью Financial Times 1996 года олигарх Борис Березовский лично назвал список самых влиятельных российских олигархов: сам Березовский, Михаил Ходорковский, Михаил Фридман, Пётр Авен, Владимир Гусинский, Владимир Потанин, Александр Смоленский.
Министр финансов в 1996—1997 годах Александр Лившиц вспоминал о том, что на одной из встреч с олихаргами те ему прямо сказали: «Это мы поставили Ельцина, это наша страна, и Вы будете делать то, что мы Вам скажем». Альфред Кох, бывший в 1997 вице-премьером, говорил о том, что ему Березовский заявлял: «Мы правительство. Даже смешно, вы можете расслабиться. Мы правительство России — я и Вова Гусинский. А вы должны исполнять, что мы говорим. Как Валя с Таней, они же исполняют, не рассуждают». Борис Немцов, также бывший вице-премьером РФ в 1997 году, заявлял, что дочь Ельцина «Таня» требовала от него согласовывать приватизацию Связьинвеста с Гусинским и Абрамовичем.
Сериал останавливается на истории приватизации Связьинвеста. На продажу была выставлена крупнейшая в России телекоммуникационная компания, на которую претендовали Потанин и Гусинский. Певчих утверждает, что Потанин и Гусинский предварительно договорились между собой, что на аукционе Потанин должен уступить Гусинскому Связьинвест, однако во время аукциона Потанин неожиданно предложил на 100 млн долларов большую сумму и победил. Это приводит к вражде между двумя олигархами. Гусинский и поддерживавший его Березовский начинают на своих телеканалах — ОРТ и НТВ — масштабную кампанию по дискредитации как Потанина, так и чиновников, ответственных за этот аукцион. Под удар этой кампании попадает и вице-премьер Борис Немцов. Он публично начал заявлять о том, что власть в России захватили олигархи и призывал президента Бориса Ельцина ограничить их власть и влияние. В ответ на НТВ началась кампания по уничтожению репутации Немцова. Певчих утверждает, что ведущий программы «Итоги» на НТВ журналист Евгений Киселёв многомесячным высмеиванием Немцова поставил крест на его политической карьере.
Певчих отмечает, что Березовский в 1996 году в числе наиболее влиятельных олигархов не назвал «главного олигарха» и основного спонсора «семьи» Ельцина — Романа Абрамовича. Певчих утверждает, что до 1999 года Абрамович оставался неизвестен широкой общественности. При этом Абрамович стал чрезвычайно близок к «Тане и Вале». Так, Борис Немцов вспоминал: «Валя с Таней молча сидели и злобно ели шашлыки. Которые готовил и подавал им какой-то мальчишка, которого я тогда и не знал. Я думал — это повар. Но потом мне сказали, что это — Роман Абрамович». Певчих сообщает, что в 1999 году газета The Wall Street Journal написала о том, что у тогдашнего мужа «Тани» Леонида Дьяченко обнаружилось два тайных счёта на Каймановых островах, на которых находилось более 2 млн долларов. Часть этих денег поступила от швейцарской компании «Руником», которая, как позднее выяснится, принадлежала Абрамовичу.
Певчих утверждает, что в 1999 году Абрамович «напрямую участвовал в формировании правительства», проводя собеседования с кандидатами в министры. Певчих отмечает, что речь шла о кандидатах в первое правительство Путина.

#### Взлёт Путина
После того как Анатолий Собчак проиграл выборы на пост мэра Санкт-Петербурга, Владимир Путин, бывший при Собчаке его заместителем, остаётся без работы. Однако бывшие коллеги Путина по работе в питерской мэрии, Анатолий Чубайс и Алексей Кудрин, помогают Путину найти работу в Москве. Изначально Путину предлагали должность в пресс-службе Администрации президента, однако он отказался, после чего смог устроиться в Управление делами президента. Путина устраивает на эту работу сам Павел Бородин — глава службы Управления делами президента. Бородин объяснял это тем, что Путин во время работы в Петербурге помог тому в лечении его дочери. Однако банкир Сергей Пугачёв заявил, что Путин помог «замять» дело мужа дочери Бородина, который в состоянии алкогольного опьянения сбил человека в Петербурге. В августе 1996 года Путин переезжает в Москву.
Но эта работа Путину показалась скучной, и уже в марте 1997 года он переходит в Контрольное управление Администрации президента, где его руководителем становится Валентин Юмашев, взявший Путина на работу по рекомендации Чубайса и Кудрина. В характеристике Путина Чубайс утверждал: «совершенно блестящий чиновник, на которого ты можешь положиться, и будешь доволен его работой». Певчих отмечает, что уже тогда существовали публикации в газетах, депутатские расследования и экспертные доклады о коррупции Путина во время работы в Петербурге и его связях с организованной преступностью, что, как сказала Певчих, «невозможно было не заметить, это можно было только проигнорировать».
Путину работа в Контрольном управлении не нравилась, и он хотел уволиться, однако Юмашев убедил его остаться. В результате на этой работе Путин проработал 14 месяцев, что стало наиболее длительным его пребыванием на одной должности в его московской карьере до того, как он стал президентом. В мае 1998 года Юмашев повышает Путина до первого заместителя главы Администрации президента. В новой должности Путин сопровождает президента Бориса Ельцина в поездках и курирует регионы, взаимодействуя с губернаторами. Валентин Юмашев позднее утверждал, что именно тогда Ельцин приметил Путина и начал рассматривать его как своего возможного преемника. Однако Певчих утверждает, что дело было совсем в другом.
3 октября 1997 года Анатолия Собчака увозят на допрос по заведённым против него уголовным делам, связанными с коррупцией на посту мэра, однако у Собчака случается сердечный приступ и он попадает в больницу. Однажды во время госпитализации Собчак внезапно исчезает, после чего появляется в ноябре 1997 года в Париже. Выяснилось, что Собчака тайно вывезли на лечение во Францию. В 2018 году в интервью Ксении Собчак президент Путин расскажет, что он лично стоял за вывозом Собчака во Францию, так как был убеждён, что Собчак невиновен. А частный самолёт для перелёта в Париж Собчаку оплатил ближайший друг Путина Геннадий Тимченко. Певчих утверждает, что Путин в истории с Собчаком спасал прежде всего самого себя, так как расследование коррупции Собчака обязательно ударило бы и по нему.
Узнав о том, как Путин спас Собчака «семья» Ельцина и лично российский президент высоко оценили действия Путина, так как примеряли сценарий «спасения» на самих себя.
Спустя пару лет Анатолий Собчак вернётся в Россию и в начале 2000 года станет доверенным лицом Владимира Путина на президентских выборах, однако спустя несколько недель умрёт в Калининградской области.

#### Преемник
25 июля 1998 года Владимир Путин становится главой ФСБ. Певчих утверждает, что это назначение состоялось с подачи Валентина Юмашева. В этот период российская политическая система переживала тяжёлый кризис — правительства сменялись одно за другим, происходит дефолт российской экономики, а Госдума пыталась объявить Ельцину импичмент. Среди олигархов нарастали конфликты: Березовский остался верен «семье» Ельцина, а Гусинский выступил против неё. На телеканале Гусинского — НТВ — постоянно критиковали окружение Ельцина и его лично, в том числе за коррупцию.
Дефолт приводит к отставке премьер-министра Сергея Кириенко, которого сменяет на посту главы правительства Евгений Примаков. Примакову за полгода удалось стабилизировать российскую экономику, потрясённую дефолтом.
На этом фоне вспыхивает громкое дело Mabetex. Генпрокурор Юрий Скуратов возбуждает уголовное дело о «злоупотреблениях должностных лиц управления делами президента РФ при заключении контрактов на реконструкцию Кремля». Скуратов утверждал, что швейцарская фирма Mabetex платила «откаты» главе управления делами президента Павлу Бородину и «семье» Ельцина. Расследование Скуратова превращается в персональную атаку на президента Бориса Ельцина, при этом Скуратова поддержал премьер Примаков.
Однако весной 1999 года по федеральным телеканалам показывают видео, на котором «человек, похожий на генерального прокурора» занимается сексом с проститутками. Личность Скуратова на видео подтверждает директор ФСБ Владимир Путин. Скуратов уходит в отставку.
Певчих приводит воспоминания Бориса Немцова: «Я узнал, что Путин был глубоко вовлечён в дело Скуратова. Это дело расследовал Путин. По-моему, сильно понравился президенту Ельцину. И наверное, они тогда обратили на него пристальное внимание». Позднее в своих мемуарах Ельцин напишет, что он уже весной 1999 года знал, что его преемником будет Путин.
Певчих утверждает, что с самого начала второго срока Ельцина для его «семьи» главной задачей становится поиск преемника. Их выбор падает на Путина. Журналистка Ксения Пономарёва рассказывала, как в июне 1999 года во время перелёта в одном самолёте с «Таней» та неожиданно начала расспрашивать журналистку, нравится ли ей Путин. Тогдашний директор НТВ Игорь Малашенко рассказывал, как в тот период «Таня и Валя» расхваливали ему Путина. Когда Малашенко возразил, что Путин из КГБ и ему нельзя доверять, ему они ответили: «он Собчака не сдал, и нас не сдаст тоже». Однако Малашенко всё равно так и не проникся симпатией к Путину и НТВ не поддержал его на президентских выборах 2000 года. Вскоре после первой инаугурации Путина на канале НТВ прошли обыски, а к 2001 году телеканал был разгромлен.

#### Приход Путина к власти
9 августа 1999 года российский президент Борис Ельцин объявляет, что директор ФСБ Владимир Путин выдвинется на пост президента на выборах 2000 года чтобы продолжить дело Ельцина. В этот же день Ельцин подаёт в Думу кандидатуру Путина на должность премьер-министра России.
Став премьер-министром, Путин постоянно оказывается в центре внимания федеральных каналов. В августе 1999 года начинается вторжение боевиков в Дагестан, в который вскоре прибывает и Путин. 31 августа происходит теракт в «Охотном ряду», 4 сентября — взрыв жилого дома в Буйнакске, 8 сентября — взрыв на улице Гурьянова, 13 сентября — взрыв на Каширском шоссе, 16 сентября — взрыв в Волгодонске. Затем происходит инцидент в Рязани, когда, по словам Певчих, произошли «то ли учения, то ли случайно предотвращённый взрыв», который в сериале охарактеризовали как «мутную, недорасследованную историю, напрямую связывающую теракты с сотрудниками ФСБ».
После этой серии взрывов жилых домов Россия «погрузилась в леденящий ужас», а Путин с телеэкранов обещал россиянам положить этим терактам конец. Однако если по ОРТ Путина хвалили, то НТВ и московским местным телеканалам продвигали конкурентов Путина, предвыборный блок «Отечество — Вся Россия» во главе с бывшим премьером Евгением Примаковым и мэром Москвы Юрием Лужковым. Этот блок был создан под выборы в Госдуму 1999 года. Примаков, утверждает Певчих, был гораздо популярнее и Ельцина, и Путина, пользуясь уважением у населения за стабилизацию экономики после дефолта. А Лужков имел репутацию главного российского хозяйственника и он был мэром столицы. Победа блока Лужкова — Примакова на выборах в Думу в 1999 году, утверждает Певчих, гарантировала бы Примакову победу на президентских выборах 2000 года.
Березовский также всецело поддерживал Путина как будущего президента. Накануне парламентских выборов Борис Березовский, по утверждению Певчих, придумывает концепцию партии «Единство» и организовывает её создание. Лицами «Единства» становятся министр МЧС Сергей Шойгу, многократный олимпийский чемпион по греко-римской борьбе Александр Карелин и генерал-лейтенант милиции Александр Гуров. Журналист Сергей Доренко выпускает целую серию новостных выпусков про Примакова и Лужкова, больно ударивших по их репутации. В результате на парламентских выборах 1999 года «Единство» набирает 23 % голосов, оказавшись на втором месте после КПРФ, а блок Лужкова — Примакова «Отечество — Вся Россия» набирает всего 13 %.
31 декабря 1999 года российский президент Борис Ельцин в Новогоднем обращении объявляет об уходе с поста президента. Певчих утверждает, что прощальную речь Ельцину сочинил Валентин Юмашев, и Ельцин прочитал её без каких-либо правок и изменений.

#### Эпилог
Певчих утверждает, что «самопровозглашённая элита» 1990-х годов «каждый день потихоньку, по чуть-чуть душила и уничтожала свободу». Деятели эпохи Ельцина «исказили настоящие демократические ценности и предали надежды миллионов людей». У них «был шанс сделать Россию нормальной, богатой, европейской страной, но некоторые обменяли этот шанс на личную выгоду». И они «своими руками вручили власть случайному проходимцу в обмен на личные гарантии и безопасность».
По словам Певчих, именно в 1990-х годах возник «фундамент, на котором расцвёл бандитско-чекистский режим Путина. Путина, неотделимого от них и их по-настоящему лихих 90-х». Обращаясь к россиянам, она утверждает: «Мы не выбирали его. Никто из нас не назначал его преемником. Мы просто получили его в виде „подарка“ из 90-х от дорвавшихся до власти олигархов и „Семьи“».

## Общественный резонанс
В своём сериале Мария Певчих пыталась показать, каким образом ошибки российской элиты 1990-х годов привели к путинской России образца 2020-х годов. Соратник Навального Леонид Волков говорил, что «нам надо, чтобы наш сериал посмотрели миллионы обычных россиян», прежде всего российской молодёжи, которым «Путин рассказал, что „спас их от девяностых“», хотя, по словам Волкова, сам Путин «и есть девяностые». Политолог Григорий Голосов, оценивая фильм как удачное «политическое высказывание», имеющее направленность на конкретную аудиторию, разделил публичные мнения о фильме на две категории. К первой он отнёс резкие реакции части политиков, их представителей и ряда «персонажей из 90-х», чья реакция связана с их «личной обидой». Ко второй категории Голосов отнёс реакции тех, кто посчитал кинотрилогию аналитикой, которая должна обеспечить «лучшее понимание» событий тех лет. Эти реакции политолог посчитал «реально глупыми», поскольку фильм, будучи политическим высказыванием, такой задачи не имеет и содержит только общеизвестные вещи, в нём нет точности анализа и внимания к деталям.
Многие комментаторы в социальных сетях задавались вопросом, насколько уместны в 2024 году споры о давно ушедшей эпохе Ельцина. Создателей сериала обвинили в расколе российской оппозиции и претензиях на электорат КПРФ. Так, политолог Кирилл Рогов заявил о «фальсификации истории» командой ФБК. Журналист Александр Плющев спросил Певчих, чем её фильм «отличается от путинской пропаганды». Звучали и заявления о том, что многие тезисы фильма ФБК были созвучны утверждениям из учебника истории Владимира Мединского. Критике подверглись и художественные аспекты фильма. Так, кинокритик Зинаида Пронченко задаётся вопросом, «кто художник-постановщик этой ностальгической телепередачи, уместно смотревшейся бы на канале „Культура“ (не хватает только осенних листьев и старого рояля)?».
В свою очередь, журналистка Елена Костюченко поблагодарила главу международного ФБК за работу и рассказала, что хотела бы увидеть эпизод про выборы: «Очень жду следующей серии про сговор-96. Все должны быть названы по именам». Экономист и социолог Владислав Иноземцев положительно отозвался о первой серии и негативно оценил последовавшую дискуссию, связанную с нежеланием российских «реформаторов» признавать свою роль в создании современного российского режима. Иноземцев посчитал неуместной критику фильма как за попытку раскола «несуществующего единства несуществующей оппозиции», так и за несвоевременность в условиях войны; текущая ситуация, считает он, напротив, имеет прямое отношение к событиям фильма. По мнению Иноземцева, в картине показан «вполне адекватный образ нравственной деградации российской элиты», хоть и обвинение в предательстве осталось не прояснённым: предателем можно называть только Ельцина, который нарушил присягу и узурпировал власть, тогда как «олигархи», ставшие главной мишенью фильма, никаких обещаний не давали. По словам Иноземцева, фильм верно показывает, что демократия была предана в начале 1990-х годов, однако предательство инициировали не «олигархи», а Ельцин и его окружение, которых интересовала личная власть, а не правовой порядок. «Олигархи», согласно Иноземцеву, были выбраны властью и использованы для целей Кремля.
Экономист Сергей Гуриев, комментируя первые две серии, посчитал, что все факты, показанные в фильме, соответствуют действительности, несмотря на некоторые неточности (порядок аргументов, последовательность событий и т. п.), и выделил два важнейших с его точки зрения факта 1990-х годов: обмен ОРТ на «Сибнефть», в реальности являвшийся «обменом власти на деньги и денег на власть», и залоговые аукционы, в результате которых, по мнению Гуриева, «легитимность частной собственности в России была в глазах общественности… уничтожена», а «у Путина… были развязаны руки», когда он пришёл к власти. Гуриев согласился с авторами фильма по поводу двух «точек невозврата» — залоговых аукционов и президентских выборов 1996 года.
Историк Андрей Зубов, комментируя первую серию, утверждал, что «всё, что рассказывается в фильме — правда», включая близкие отношения Ельцина с Валентином Юмашевым, историю с раздачей квартир в доме в Кунцево, аферы Березовского с «народным автомобилем и Логовазом», «обманную ваучерную приватизацию госсобственности… Чубайсом, и безобразно бандитскими залоговыми аукционами» и т. д. В то же время эти факты, по словам Зубова, давно известны и не служат заявленной цели фильма, поскольку не дают ответа на вопрос, «почему демократическая революция 1989−1991 года в России привела не к демократии, а к жестокой тирании КГБ». Зубов заявляет, что «финансовые преступления 1990-х годов, сколь бы грандиозны они ни были, этого и в небольшой степени не объясняют», а приёмы «в духе старых разоблачений ФБК» в этой теме не работают. Зубов утверждает, что «авторы фильма не просто крайне упрощают историю фиаско российской демократии в 1990-е годы, они её обессмысливают». Он отмечает, что в фильме Певчих о провале российской демократии после распада СССР не обозначены три фактора:
1. Не показана роль КГБ и номенклатуры КПСС, которая ещё летом 1991 года пыталась «ликвидировать реформы Михаила Горбачёва», и роль Ельцина и Гайдара во время августовского путча, благодаря которым путч провалился[27]. При этом Зубов предполагает, что после провала путча Ельцин заключил негласный пакт с силовиками из КГБ, которые в 1990-х годах продолжили пользоваться своей автономией и не были люстрированы[27].
2. Реформаторы 1990-х годов пошли не по пути реституции — возвращения изъятой большевиками собственности прежним владельцам, как это было в Восточной Европе, а провели «бандитскую приватизацию»[27].
3. Не была проведена системная декоммунизация, а суд над КПСС закончился ничем[27].

Согласно Зубову, после 1994 года в России утвердилось двоевластие, когда правительство получило право делить государственную собственность, а силовики постепенно восстанавливали свои силы и ожидали реванша. Зубов утверждает, что сам был свидетелем зарождения в этой среде интереса к идеологии реваншизма, в частности к идеологии философа Ивана Ильина. Однако об этом в фильме Певчих ничего нет.

### Споры среди российской оппозиции
В то время как российские провластные медиа в целом проигнорировали данный сериал, в среде российской оппозиции он вызвал острые дебаты. В день выхода первой серии в газете Time вышло интервью Юлии Навальной, с призывом к объединению российской оппозиции. Последовавшая реакция части российской оппозиции поставила под сомнение возможность подобного объединения.
Российский оппозиционер и бывший владелец ЮКОС Михаил Ходорковский заявил, что не понимает, зачем ФБК было «остро поднимать вопросы, не имеющие практического значения для борьбы с Путиным и против войны, но раскалывающие оппозицию». Он говорил, что если «ФБК видит себя не как политическую организацию, а как независимое медиа или расследовательскую группу», то ФБК могло выпустить такое расследование, однако это значит высокие требования и к проверке достоверности материала, и к стандартам журналистской работы. Однако если ФБК продолжает позиционировать себя как политическую организацию, то Ходорковский задался вопросом, в чём его смысл.
Политик Максим Кац назвал творение Певчих «фильмом-агиткой формата НТВ про лихие 90-е, где обвинения перемешаны с небольшим количеством общеизвестных фактов, где надёргана только та информация, которая подтверждает позицию, и полностью проигнорирована вся остальная», при этом отмечая, что тот «красиво снят и эффектно сделан».
Политик Юлия Галямина заявила, что «отвратительные герои фильма предателями не являются», так как они просто действовали в соответствии с «духом времени» — идеей потребления, — и этот «дух» никто из них не предавал.

### Споры о девяностых в российском обществе
Обозреватели проекта «Сигнал» отмечали, что сериал «Предатели» вызвал в российском обществе новый виток споров о 1990-х годах. В российском обществе сложилось несколько исторических «легенд» о данном периоде, который, как отмечала исследовательница коллективной памяти политолог Ольга Малинова, первоначально оценивался по-разному. Первая из них — образ «лихих девяностых», «чёрная легенда» об этой эпохе. Согласно этой картине прошлого, девяностые были временем слабости государства, развала науки, взлёта преступности, «внешнеполитического бессилия», задержек зарплат и пенсий. Конец этой эпохи привел к новому этапу российской истории — сытым и стабильным 2000-м. Этот образ 1990-х годов сложился к началу 2000-х годов (во время первого срока Путина) и нашёл своё отображение в таких произведениях как «Generation П», «Большая пайка», «Бригада», «Бандитский Петербург», «Жмурки». В дальнейшем особенно активно конструировал этот миф сам Владимир Путин, притом, что он пришёл к власти как «ставленник той самой „слабой власти“ и „жадных олигархов“». Эта интерпретация заняла гегемонистское положение в общественном дискурсе, что, по мнению авторов интернет-журнала «Рабкор» историка Александра Воробьёва и Ильи Туркина, объясняется не только усталостью общества от нестабильности того времени, но и неспособностью либералов представить альтернативный цельный нарратив; либеральный дискурс всегда отличался раздробленностью (так, применительно к расстрелу Белого дома в 1993 году О. Малинова отмечала присутствие в либеральном дискурсе двух соперничающих нарративов, апологетического и критического).
В конце 2000-х годов начала возникать альтернативная «золотая легенда» о 1990-х годах, описывающая эту эпоху как «время надежд». В 2010-х годах выходит ряд книг и программных интервью бывших олигархов и чиновников эпохи 1990-х годов с такой позицией, в 2015 году был открыт «Ельцин-центр», а вдова Ельцина Наина сказала, что девяностые нужно называть не «лихими», а «святыми».
Обозреватели проекта «Сигнал» отмечали, что команда Навального конструирует ещё одну версию этой эпохи, согласно которой между «лихими девяностыми» и «тучными двухтысячными» не было принципиальной разницы, противопоставление этих периодов ложно и это всё единое время «обмана и ограбления россиян». Как полагали А. Воробьёв и И. Туркин, сериал развивает представленный Навальным в его статье «Мои страх и ненависть» нарратив, нацеленный на разрыв со «старыми» либералами и на «пересборку» либерального политического дискурса.